# Sainte-Foy-l'Argentière
Sainte-Foy-l'Argentière är en kommun i departementet Rhône i regionen Auvergne-Rhône-Alpes i östra Frankrike. Kommunen ligger i kantonen Saint-Laurent-de-Chamousset som tillhör arrondissementet Lyon. År 2022 hade Sainte-Foy-l'Argentière 1 292 invånare.

## Befolkningsutveckling
Antalet invånare i kommunen Sainte-Foy-l'Argentière
| Referens: INSEE |